# Mario Bros. (Game & Watch)
Ne doit pas être confondu avec Mario Bros., Super Mario Bros. (Game & Watch) ou Super Mario Bros..
Mario Bros. est un jeu électronique à cristaux liquides Game & Watch. Il est sorti en 1983 en version Multi Screen.

## Système de jeu
Le joueur incarne Mario et Luigi simultanément, qui se trouvent chacun sur un des deux écrans du Game & Watch. Les deux personnages, dans la peau d'ouvriers, sont  chargés de placer des paquets dans un camion. Avant que les paquets arrivent dans le camion, ils doivent passer par cinq tapis roulants. À chaque passage par le milieu de l'écran, le paquet évolue. En cas d'erreur d'un côté ou de l'autre, le patron apparait sur le bord de l'écran et réprimande son ouvrier, car le paquet est tombé. 
Le joueur doit tenter d'obtenir le meilleur score possible. Il gagne un point pour chaque paquet déposé avec succès sur un tapis roulant et dix points pour chaque paquet qui arrive à destination dans le camion.